# Frank Medrano
Frank Medrano (Manhattan, 20 maggio 1958) è un attore statunitense.

## Filmografia parziale

### Cinema
- The Making of '...And God Spoke', regia di Arthur Borman (1993)
- Tra amici, regia di Rob Weiss (1993)
- Le ali della libertà (The Shawshank Redemption), regia di Frank Darabont (1994)
- Cover Me, regia di Michael Schroeder (1995)
- Facile preda (Fair Game), regia di Andrew Sipes (1995)
- I soliti sospetti (The Usual Suspects), regia di Bryan Singer (1995)
- Il giorno del camaleonte (Chameleon), regia di Michael Pavone (1995)
- Bogus - L'amico immaginario (Bogus), regia di Norman Jewison (1996)
- The Destiny of Marty Fine, regia di Michael Hacker (1996)
- The Fan - Il mito (The Fan), regia di Tony Scott (1996)
- Sleepers, regia di Barry Levinson (1996)
- Due padri di troppo (Fathers' Day), regia di Ivan Reitman (1997)
- Amore tra le righe (Kissing a Fool), regia di Doug Ellin (1998)
- Nemico pubblico (Enemy of the State), regia di Tony Scott (1998)
- Da ladro a poliziotto (Blue Streak), regia di Les Mayfield (1999)
- Le ragazze del Coyote Ugly (Coyote Ugly), regia di David McNally (2000)
- Shade - Carta vincente (Shade), regia di Damian Nieman (2003)

### Televisione
- Avvocati a Los Angeles (L.A. Law) – serie TV, episodio 8x09 (1993)
- Hardball – serie TV, 3 episodi (1994)
- NYPD - New York Police Department (NYPD Blue) – serie TV, 2 episodi (1994-1995)
- The Investigator, regia di Matthew Tabak – film TV (1994)
- Al di sopra di ogni sospetto (Above Suspicion), regia di Steven Schachter – film TV (1995)
- Platypus Man – serie TV, 1 episodio (1995)
- Nash Bridges – serie TV, episodio 2x12 (1996)
- On Seventh Avenue, regia di Jeff Bleckner - film TV (1996)

## Doppiatori italiani
- Mino Caprio in Sleepers
- Roberto Stocchi in Amore tra le righe